# 美濃電気軌道デワ600形電車
美濃電気軌道デワ600形電動貨車（みのでんききどうデワ600がたでんしゃ）は、美濃電気軌道（美濃電）が1922年（大正11年）に新製した電動貨車。美濃電の名岐鉄道合併後、デワ20形と改称されている。
一部は電装解除され、有蓋緩急車ワフ205 - ワフ207（後のワフ20形）となった。

## 沿革
- 1922年（大正11年）に名古屋電車製作所で製造された電動貨車であり、5両（601 - 605）が存在した。
- 車体は木造。2軸車で集電装置はトロリーポール。台車はブリル21E。40PSの電動機を2基装備していた。貨物搭載量は5.5tという。主に美濃和紙などを輸送したという。
- 後に603 - 605は電装解除され、貨車ワフ200形（205 - 207）となるが、601と602は電動貨車のまま残り、名古屋鉄道となった1941年（昭和16年）にデワ20形21・22と改称された。21は太平洋戦争の空襲（岐阜空襲）で被災し、復旧されずに廃車となった。
- 残った22は固定軸距の延長、ビューゲル化などの改造を受け、美濃町線を中心に運行されるが、揖斐線で柿の輸送に使用されることもあった。1964年（昭和39年）に廃車された。

## 主要諸元
- 全長：7,569mm
- 全幅：2,184mm
- 全高：3,426mm
- 自量：6.6t
- 荷重：3.0t
- 電気方式：直流600V（架空電車線方式）
- 台車：ブリル21-E
- 主電動機：50PS×2基

## ワフ200形
- 元は、美濃電気軌道が美濃町線で貨物輸送を開始した1913年（大正2年）に新造された3両の電動貨車[注 1]を1918年（大正7年）に電装解除した貨車（有蓋緩急車）である。
- 当初はこの3両（ワフ201 - ワフ203）が運用され、1926年（大正15年）には有蓋車ワ204を新造した[注 2]が、1927年（昭和2年）に老朽化のため2両（ワフ201・ワフ202）が廃車となる[注 3]。また、越美南線の開業により電動貨車が余剰となったため、デワ600形のうち3両（603 - 605）が電装解除されワフ205 - ワフ207となる。1930年（昭和5年）に名古屋鉄道と合併し名岐鉄道となると、残っていた3両が引き継がれ、形式及び車番そのままで運用され、1935年（昭和10年）に、名岐鉄道と愛知電気鉄道が合併し名古屋鉄道となっても変更されず、1941年（昭和16年）に（205 - 207）が形式変更され、ワフ20形（21 - 23）となった。有蓋車となった後も電動貨車時代のデッキはそのままであった。
- 軌道線用貨車として美濃町線などで運用されたが、貨物量減少もあり、1952年（昭和27年）までに全車が廃車となる。